# Балано
Балано (фр. Balanod) насеље је и општина у источној Француској у региону Франш-Конте, у департману Јура која припада префектури Лон ле Соније.
По подацима из 2011. године у општини је живело 332 становника, а густина насељености је износила 67,34 становника/km². Општина се простире на површини од 4,93 km². Налази се на средњој надморској висини од 244 метара (максималној 435 m, а минималној 207 m).

## Демографија
| 1962. | 1968. | 1975. | 1982. | 1990. | 1999. | 2011. |
| ----- | ----- | ----- | ----- | ----- | ----- | ----- |
| 262   | 327   | 327   | 297   | 319   | 293   | 332   |

График промене броја становника у току последњих година